# Parafia św. Anny w Różanie
Parafia pw. Świętej Anny w Różanie – rzymskokatolicka parafia należąca do dekanatu Różan, diecezji łomżyńskiej, metropolii białostockiej. Siedziba parafii mieści się w Różanie.

## Historia
Parafia została erygowana w XI wieku.

### Kościół parafialny
- Kościół św. Anny w Różanie

### Kościoły filialne
- Kościół pw. Trójcy Przenajświętszej w Zawadach-Ponikwi[1]

## Zasięg parafii
Do parafii należą wierni z miejscowości: Różan, Adamowo, Brzóze Duże, Brzóze Małe, Chrzczonki, Dzbądz, Kaszewiec, Miłony, Mroczki-Rębiszewo, Podborze, Zawady-Ponikiew, Pruszki, Prycanowo, Szygi, Załęże-Eliasze, Załęże-Gartki, Załęże-Sędzięta, Załęże Wielkie i Załuzie.